# 御用律師
御用律師（日语：シルクジャスティス），是日本純種競賽馬匹。生涯活躍於中長途賽事，曾於1997年奪得有馬紀念冠軍。

## 出賽前
1994年5月9日出生於北海道新冠町早田牧場新冠分場，成長途中於一口馬主俱樂部Silk Co. Ltd.進行馬主募集。
其後交由栗東訓練中心練馬師大久保正陽訓練。

## 競賽生涯

### 3歲（現2歲）
1996年10月12日出戰京都競馬場3歲新馬戰，然而於其中以第十一大敗。
其後出戰另外一場3歲新馬戰及3歲未勝利戰亦未能取得勝利，分別以第九及八落敗。

### 4歲（現3歲）
進入1997年其於年初繼續出戰4歲未勝利，最終於年間第四戰成功取得首勝。
其後隨即挑戰三級賽每日盃，比賽途中保持於較後位置，進入直路後隨即展開加速，最終跑獲一席第三。
4月12日出戰公開賽若草錦標取得勝利後，於5月4日出戰京都四歲特別。比賽開始後，以其較緩慢的姿態展開推進停留於後方位置，但進入對面直路逐步發力爬升，通過第三彎道時候處於第九，通過第四彎道時經已進佔第四的先頭位置。進入直路後，縱然其剛才進行長距離加速，但仍然可以爆發出全場最快末腳取得領先，最終以1/2馬位優勢取得首個分級賽冠軍。
其後乘勢出戰東京優駿（日本打吡），並於賽前獲得第二人氣。比賽開始後，其繼續採用後上的戰術於隊伍後方等待時機，並於比賽初段未有太大的動作。進入直路後，其隨即於外檔位置加速衝刺，雖然再度轟出優秀的末腳速度，但仍然未能阻止前方領放的同父馬陽光拜仁一放到底，最終以1馬位差距落敗。
入秋後，其以神戶新聞盃作爲起動戰，但未能於馬群中央突破而出下以第八落敗。
10月5日出戰京都大賞典挑戰年長馬匹，於比賽途中保持穩定的節奏推進，進入直路後成功由約莫第十的位置一舉衝出，最終於終點線前超越前方的舞伴，以頸位優勢奪得第二個分級賽冠軍。
其後繼續出自中長途賽事，但於菊花賞及日本盃中均未能發揮尤其突出的表現，最終於兩場賽事皆以第五作結。
12月21日出戰有馬紀念，賽前落後寶塚紀念冠軍美麗週日、秋季天皇賞冠軍氣槽及優駿牝馬（日本橡樹大賽）和秋華賞雙冠目白多伯取得第四人氣。比賽開始後，其保持於後方位置和美麗週日逐步推進，並於進入對面直路後稍爲前移進佔有利的位置。進入直路後，雖然其仍然處於終於左右的位置，但此時其成功進入狀態並一舉爆發不俗的末腳速度衝至前方，最終憑借優秀的衝刺速度，其成功於終點線前超越氣槽及美麗週日率先透出，以頭位優勢取得首個一級賽冠軍。

### 5歲（現4歲）
1998年首戰爲阪神大賞典，雖然於比賽途中一直保持穩定的速度及於直路表現不俗，但仍然被一同衝出的目白光明壓制，最終以鼻位差距憾負。
其後出戰春季天皇賞及寶塚紀念均因未能順利加速而落敗，分別取得第四及第六。
入秋後其繼續出戰不同賽事，但僅於京都大賞典一戰中可獲第三的戰績，於秋季古馬三冠賽中分別以第八、第八及第七的全板外戰績落敗。

### 6歲（現5歲）
1999年年初主力出戰長途賽事，於年度首戰日經新春盃取得第六，其後出戰阪神大賞典及春季天皇賞均跑獲第四。
完成春季天皇賞後，陣營發現其左前腳球節出現疲勞性骨折，最終進入長達1年的休養。

### 7歲（現6歲）
2000年5月27日於金鯱賞復出，但狀態完全不及以往之下以第十一大敗。
而賽後，陣營考慮其年齡過後決定安排其退役，並於6月30日取消日本中央競馬會的賽駒註冊。

### 詳細賽績
| 日期       | 舉辦國家 | 馬場 | 距離   | 級別 | 賽事名稱     | 負重 | 騎師     | 馬號 | 出馬 | 名次 | 時間   | 頭馬（二馬）        |
| ---------- | -------- | ---- | ------ | ---- | ------------ | ---- | -------- | ---- | ---- | ---- | ------ | ------------------- |
| 12/10/1996 | 日本     | 京都 | 草1200 |      | 3歲新馬      | 53   | 藤田伸二 | 8    | 12   | 11   | 1:12.2 | Rugger Singer       |
| 27/10/1996 | 日本     | 京都 | 泥1200 |      | 3歲新馬      | 52   | 福永祐一 | 3    | 12   | 9    | 1:15.7 | Opening Theme       |
| 7/12/1996  | 日本     | 阪神 | 泥1200 |      | 3歲未勝利    | 54   | 藤田伸二 | 10   | 10   | 8    | 1:16.9 | Eishin Forty        |
| 7/1/1997   | 日本     | 京都 | 泥1800 |      | 4歲未勝利    | 55   | 藤井正輝 | 12   | 15   | 5    | 1:57.1 | Kanetoshi Daian     |
| 25/1/1997  | 日本     | 京都 | 泥1800 |      | 4歲未勝利    | 55   | 松永幹夫 | 5    | 12   | 2    | 1:52.9 | Boston Fax          |
| 1/3/1997   | 日本     | 阪神 | 泥1800 |      | 4歲未勝利    | 55   | 藤田伸二 | 12   | 13   | 3    | 1:56.7 | Victor Luminesce    |
| 16/3/1997  | 日本     | 阪神 | 泥1800 |      | 4歲未勝利    | 55   | 武豐     | 7    | 8    | 1    | 1:53.9 | （Arab no Oji）     |
| 23/3/1997  | 日本     | 阪神 | 草2000 | GIII | 每日盃       | 55   | 河北通   | 12   | 14   | 3    | 2:03.5 | T.M.Top Dan         |
| 12/4/1997  | 日本     | 阪神 | 草2200 | OP   | 若草錦標     | 58   | 武豐     | 7    | 10   | 1    | 2:14.8 | （Bourbon Country） |
| 4/5/1997   | 日本     | 京都 | 草2000 | GIII | 京都四歲特別 | 53   | 藤田伸二 | 15   | 15   | 1    | 2:01.1 | （Premium Thunder） |
| 1/6/1997   | 日本     | 東京 | 草2400 | GI   | 東京優駿     | 57   | 藤田伸二 | 5    | 17   | 2    | 2:26.1 | 陽光拜仁            |
| 14/9/1997  | 日本     | 阪神 | 草2000 | GII  | 神戶新聞盃   | 56   | 藤田伸二 | 1    | 11   | 8    | 2:02.0 | 待兼福來            |
| 5/10/1997  | 日本     | 京都 | 草2400 | GII  | 京都大賞典   | 55   | 藤田伸二 | 8    | 10   | 1    | 2:26.2 | （舞伴）            |
| 2/11/1997  | 日本     | 京都 | 草3000 | GI   | 菊花賞       | 57   | 藤田伸二 | 16   | 18   | 5    | 3:08.1 | 待兼福來            |
| 23/11/1997 | 日本     | 東京 | 草2400 | GI   | 日本盃       | 55   | 藤田伸二 | 1    | 14   | 5    | 2:26.2 | 必得時機            |
| 21/12/1997 | 日本     | 中山 | 草2500 | GI   | 有馬紀念     | 55   | 藤田伸二 | 14   | 16   | 1    | 2:34.8 | （美麗週日）        |
| 22/3/1998  | 日本     | 阪神 | 草3000 | GII  | 阪神大賞典   | 58   | 藤田伸二 | 10   | 10   | 2    | 3:09.3 | 目白光明            |
| 3/5/1998   | 日本     | 京都 | 草3200 | GI   | 春季天皇賞   | 58   | 藤田伸二 | 4    | 14   | 4    | 3:24.1 | 目白光明            |
| 12/7/1998  | 日本     | 阪神 | 草2200 | GI   | 寶塚紀念     | 58   | 藤田伸二 | 7    | 13   | 6    | 2:12.4 | 無聲鈴鹿            |
| 11/10/1998 | 日本     | 京都 | 草2400 | GII  | 京都大賞典   | 59   | 藤田伸二 | 7    | 7    | 3    | 2:26.0 | 星雲天空            |
| 1/11/1998  | 日本     | 東京 | 草2000 | GI   | 秋季天皇賞   | 58   | 藤田伸二 | 9    | 12   | 8    | 2:00.4 | 越位陷阱            |
| 29/11/1998 | 日本     | 東京 | 草2400 | GI   | 日本盃       | 57   | 藤田伸二 | 2    | 15   | 8    | 2:27.2 | 神鷹                |
| 27/11/1998 | 日本     | 中山 | 草2500 | GI   | 有馬紀念     | 57   | 藤田伸二 | 8    | 16   | 7    | 2:33.0 | 草上飛              |
| 24/1/1999  | 日本     | 京都 | 草2400 | GII  | 日經新春盃   | 58.5 | 藤田伸二 | 7    | 12   | 6    | 2:31.7 | 目白光明            |
| 21/3/1999  | 日本     | 阪神 | 草3000 | GII  | 阪神大賞典   | 59   | 藤田伸二 | 6    | 9    | 4    | 3:15.1 | 特別週              |
| 2/5/1999   | 日本     | 京都 | 草3200 | GI   | 春季天皇賞   | 58   | 藤田伸二 | 11   | 12   | 4    | 3:15.8 | 特別週              |
| 27/5/2000  | 日本     | 中京 | 草2000 | GII  | 金鯱賞       | 59   | 藤田伸二 | 11   | 11   | 11   | 2:00.7 | 名將戶仁            |

## 退役後
退役後，御用律師成爲了配種馬，於北海道新冠町CB Stud休養，在2001年進行配種，首批子嗣在2002年出生。首批子嗣可於2004年出賽。2010年12月25日，Bashi Ken於中山大障礙取勝，成爲首匹勝出一級賽的御用律師子嗣。
2003年被轉移至同町的農業協同組合畜產中心繼續工作，2004年再被送至同町優駿Stallion Station。
2006年再度轉移陣地至北海道新日高町畠山牧場，於此繼續配種。
2010年由配種馬退役，於畠山牧場進行養老生活。
2019年6月3日，其因衰老以25歲之齡死亡。

### 主要子嗣

#### 一級賽優勝子嗣
粗體字為一級賽
2005年生
- Bashi Ken（中山大障礙）

## 血統簡介
父系百仁時間爲美國賽駒，曾勝出當地二級賽，退役後在日本配種，和週日寧靜及東來兵被一同稱爲改變日本賽馬的三匹種馬。祖父雷弼圖爲美國生產的愛爾蘭賽駒，生涯戰績彪炳，曾勝出葉森打吡，退役後配種成績亦極爲優秀，現已成爲Halo系外另一支出自Hail Reason系的獨立種馬系統。
母系Yuwa Meld爲日本賽駒，生涯戰績不佳僅勝出條件戰級別的賽事。外祖父Satingo爲英國生產的法國賽駒，生涯戰績不俗，曾勝出三級賽容卓利錦標。

### 血統表
| 父線：雷弼圖系（Hail to Reason系） |                             |                |               |
| 種馬 百仁時間 1985年（深棗色）     | 雷弼圖 1969年（棗色）       | Hail to Reason | Turn-to       |
| 種馬 百仁時間 1985年（深棗色）     | 雷弼圖 1969年（棗色）       | Hail to Reason | Nothirdchance |
| 種馬 百仁時間 1985年（深棗色）     | 雷弼圖 1969年（棗色）       | Breamalea      | Nasuha        |
| 種馬 百仁時間 1985年（深棗色）     | 雷弼圖 1969年（棗色）       | Breamalea      | Rarelea       |
| 種馬 百仁時間 1985年（深棗色）     | Kelley's Day 1977年（棗色） | Graustark      | 里博          |
| 種馬 百仁時間 1985年（深棗色）     | Kelley's Day 1977年（棗色） | Graustark      | Flower Bowl   |
| 種馬 百仁時間 1985年（深棗色）     | Kelley's Day 1977年（棗色） | Golden Trail   | Hasty Road    |
| 種馬 百仁時間 1985年（深棗色）     | Kelley's Day 1977年（棗色） | Golden Trail   | Sunny Vale    |
| 繁殖雌馬 Yuwa Meld 1983年（棗色）  | Satingo 1970年（深棗色）    | Petingo        | Petition      |
| 繁殖雌馬 Yuwa Meld 1983年（棗色）  | Satingo 1970年（深棗色）    | Petingo        | Alcazar       |
| 繁殖雌馬 Yuwa Meld 1983年（棗色）  | Satingo 1970年（深棗色）    | Saquebute      | Klairon       |
| 繁殖雌馬 Yuwa Meld 1983年（棗色）  | Satingo 1970年（深棗色）    | Saquebute      | Synaldo       |
| 繁殖雌馬 Yuwa Meld 1983年（棗色）  | Peach Girl 1976年（棗色）   | Sedan          | {{{mmff}}}    |
| 繁殖雌馬 Yuwa Meld 1983年（棗色）  | Peach Girl 1976年（棗色）   | Sedan          | Staffa        |
| 繁殖雌馬 Yuwa Meld 1983年（棗色）  | Peach Girl 1976年（棗色）   | Merry Blat     | Tesco Boy     |
| 繁殖雌馬 Yuwa Meld 1983年（棗色）  | Peach Girl 1976年（棗色）   | Merry Blat     | Continental   |
| 雌系：號族：4-m                    |                             |                |               |
| 五代內近親交配：無                 |                             |                |               |

## 命名由來
名字中，Silk（シルク）是馬主Silk Co. Ltd.之冠名，出自其公司名字，帶有絲綢之意思，Justice（ジャスティス）意思是正義，香港則忽略冠名部分，只取後半部分加以聯想，翻譯為「御用律師」。

## 外部連結
- 御用律師 netkeiba.com （页面存档备份，存于）
- 血統表 （页面存档备份，存于）